# René Rascalon
René Rascalon, né le 6 décembre 1898 à Alès (Gard) et décédé le 7 novembre 1982 dans la même ville, est un résistant français connu durant cette période sous le pseudonyme d'« Alais ».

## Activités de résistant
Au début de la Seconde Guerre mondiale, René Rascalon est artisan plombier à Nîmes et habite dans le quartier dit de « l'Eau Bouillie ».
Son domicile devient rapidement le lieu de réunion d'un groupe de sept patriotes nîmois refusant la défaite de juin 1940. L'objectif du groupe est de contrer la propagande de Vichy, en particulier auprès des ouvriers dans les chantiers du bâtiment. Avec eux, il organise des sabotages, notamment sur des véhicules du Service d'ordre légionnaire et des manifestations. Le 11 novembre 1942, faisant suite à la diffusion de messages émis par la radio de Londres pour commémorer cette date. Malgré l'interdiction préfectorale, René Rascalon et ses camarades participent à un rassemblement près du monument aux morts de Nîmes.
Dès début 1943, Rascalon cache des réfractaires au STO chez lui, puis les emmène au Mas Rouquette à Saumane dans les Cévennes : c'est le début du premier maquis des Cévennes. Nommé chef départemental des maquis, il s'occupe de ravitailler le maquis qui se déplace à plusieurs reprises (notamment en Lozère, à 1 200 mètres d'altitude, dans des conditions difficiles). Ce maquis compte jusqu'à 120 hommes, dirigés par Jean Castan. Mais le 1er juillet 1943 vers 21 h, le maquis se fait attaquer par un détachement allemand. Le bilan est très lourd, avec 7 morts et 59 prisonniers déportés en Allemagne dont 19 meurent dans les camps. Après cela, le maquis fusionne avec celui de Lasalle.
En juillet 1944, René Rascalon est un des chefs de l'Aigoual-Cévennes.
Il décède en 1982.

## Hommage
La municipalité de la ville de Nîmes nomme une rue au nom du résistant.